# Basion
Le basion est un point craniométrique correspondant à la région médiane de bord antérieur du foramen magnum.
Il peut être distingué en endobasion pour le point situé sur le bord du foramen et l'hypobasion pour celui situé au plus bas du rebord du foramen.

## Aspect clinique
Le basion est le point correspondant à l'extrémité inférieure du clivus sur une radiographie de profil du crâne.